# Короа
Короа (порт. Topo da Coroa) — вторая по высоте гора Кабо-Верде. Расположена на западе острова Санту-Антан. Высота составляет 1979 м. Расположена в 20 км на запад от Порту-Нову.
Гора имеет полностью вулканическое происхождение и является самой западной горой Африки. Горный участок имеет несколько долин. Горная цепь простирается на восток, север и запад.